# Johann Schaevius
Johann Schaevius (* 25. März 1680 in Mölln; † 14. Mai 1743 in Lübeck) war ein deutscher Jurist und Syndicus der Hansestadt Lübeck.

## Leben
Johann Schaevius war Sohn des Möllner Bürgermeisters Henrich Schaeve. Er studierte Rechtswissenschaften ab 1699 an der Universität Jena und ab 1701 an der Universität Halle.
Nach einer Studienunterbrechung ab 1703 nahm er seine Studien 1709 an der Universität Helmstedt wieder auf, wo er 1712 zum Doktor der Rechte promoviert wurde. Er übernahm danach das Landsyndikat der Lauenburgischen Ritterschaft. 1713 wurde er Konsulent der Mecklenburgischen Ritterschaft. 1716 wurde Schaevius als außerordentlicher Assessor Mitglied des Lauenburgischen Hofgerichts.
Im Herbst 1719 wurde er zum Ratssyndicus in Lübeck gewählt und trat sein neues Amt im Februar 1720 an. 1730 machte der Lübecker Rat von seinem nicht unbestrittenen Recht Gebrauch, die durch den Tod von Johann Ludwig von Pincier freigewordene Stelle des Dompropstes am Lübecker Dom mit dem inzwischen verdienten Ratssyndicus Schaevius zu besetzen. Die Wahl des Rates wurde vom Domkapitel zunächst nicht anerkannt. Nach einem Prozess vor dem Reichshofrat und folgender Bestätigung durch den Lübecker Fürstbischof Adolf Friedrich wurde Schaevius erst 1733 vom Kapitel in sein Amt eingeführt. In seine Amtszeit als Syndicus fällt die von der Bürgerschaft erzwungene Selbstergänzung des Lübecker Rates 1739. Gegen Ende seiner Dienstzeit in Lübeck kam ihm seine Erfahrung aus der Tätigkeit in Sachsen-Lauenburg zustatten. Das Herzogtum Braunschweig-Lüneburg und damit indirekt das in Personalunion verbundene Königreich Großbritannien hatte die Rechtsnachfolge nach den ausgestorbenen Herzögen von Sachsen-Lauenburg angetreten und drang seit 1722 auf eine Lösung der Frage der Möllner Pertinenzien. Aus dieser Zeit haben sich seine Veröffentlichungen zum Lübecker Rechtsstandpunkt in dieser Frage erhalten. Sein publizierender Gegenspieler in Hannover war der Archivrat Johann Gottfried von Meiern. Schaevius verstarb 1743 vor Klärung der Angelegenheit im Jahr 1747. Der 1744 zum Ratsherrn erwählte Jurist Philipp Caspar Lamprecht führte die Verhandlung in der letzten Phase gemeinsam mit den beteiligten Bürgermeistern fort.
Der Rektor des Katharineums zu Lübeck Johann Henrich von Seelen hielt Johann Schaevius die Leichenrede. Er wurde in einer Grabkapelle der Burgkirche (Maria-Magdalenen-Kirche (Lübeck)) beigesetzt.
Schaevius war der Vater des Ratsherrn Johann Friedrich Schaevius. Sein Nachfolger als Dompropst wurde Jakob Levin von Plessen.

## Schriften
- Apologia Lubecensium, 1740
- Gründliche Deduction, daß die vor alters also genannte Terra Mölne oder Die Herrschafft und Land-Vogtey des Landes Möllen durch die, zwischen den ehemahligen Hertzogen von Sachsen-Lauenburg und der Reichs-Stadt Lübeck im Jahr 1359 geschlossene Pfandschafft am Städtlein Möllen, an die Stadt Lübeck nicht gekommen noch transportirt gewesen: Mit Beylagen No. I. bis No. XIII. inclusive, Green, Lübeck 1741